# Matriarcat
Ne doit pas être confondu avec gynocratie.

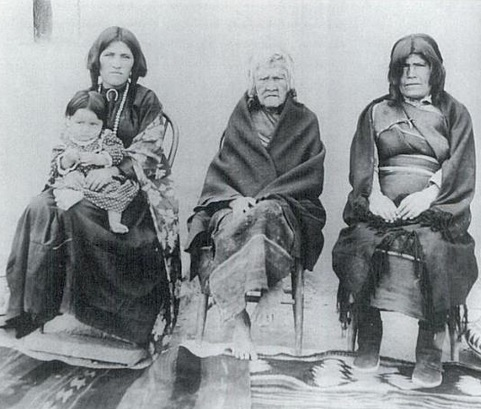
Quatre générations de femmes.

Le matriarcat, du latin mater, matris (« mère »), est un régime juridique ou social où la mère est la cheffe de la famille, ou, par extension,  un régime d'organisation sociale dans lequel la femme joue un rôle politique prépondérant.

## Définition

### Étymologie
Le terme de « matriarcat » a été construit, à la fin du XIXe siècle sur le modèle du terme « patriarcat », du latin pater, patris (« père ») et du grec archein (« commander »).
Le matriarcat désigne un système familial ou social dans lesquels le pouvoir est exercé de façon prépondérante par des femmes.  
Le matriarcat doit être distingué d'autres notions comme la matrilinéarité et la matrilocalité. 
La matrilinéarité désigne le fait que le nom et la filiation est rattachée à la mère. Cela signifie que l'enfant porte le nom de sa mère et qu'il est rattaché à la famille maternelle. 
La matrilocalité renvoie au fait que les jeunes époux installent leur foyer chez les parents de la femme. Le gendre doit donc vivre chez ses beaux-parents. Dans la plupart des sociétés matrilocales, chaque membre reste attaché toute sa vie à son clan ou à sa famille d'origine ; les hommes rendent visite à leurs partenaires durant la nuit. Dans certains cas, surtout dans des sociétés matriarcales modifiées par des pressions extérieures, l'homme va vivre dans la maison de son épouse.
Par la suite, certains anthropologues ont employé le terme de « matriarcat » dans le sens de « système de parenté matrilinéaire ». Cette définition n'est pas acceptée par de nombreux sociologues et anthropologues qui ont étudié les sociétés matrilinéaires et matrilocales. Pour l'anthropologue Pascal Picq, le matriarcat au sens strict s'accompagne nécessairement de matrilinéarité ou de matrilocalité ; un système hypothétique où les femmes auraient tous les pouvoirs sans que ce système soit matrilinéaire ou matrilocal étant qualifié de gynocratie. 
Arguant que la composante -arcat (de archein, commander) est elle-même un vestige du patriarcat, et qu'une société moins patriarcale serait également moins hiérarchique, plusieurs chercheurs (dont Marija Gimbutas) préfèrent rejeter ce terme ou le remplacer par des termes plus neutres, comme matristique.

## Théorie ancienne: le mythe du matriarcat originel
Johann Jakob Bachofen (1815-1887), historien du droit, a théorisé le « droit de la mère », le matriarcat, lorsqu'il a cherché à retracer dans ses livres l'évolution des sociétés humaines. Il s'agit d'un mot moderne qui a été introduit au XIXe siècle par les historiens du droit. En revanche, « gynécocratie », un terme fréquemment employé par Bachofen, provient de l'usage antique. Bachofen mettait l'accent sur le sens et sur l'intuition et non sur la critique philologique et exacte des sources, il s'opposait ainsi à la recherche des « faits » pour valoriser le mythe, selon lui « source de vérité intrinsèque ». Au mythe du matriarcat, il ajoute le règne de la Terre-Mère et du principe de la fertilité. Friedrich Engels s'en inspira pour élaborer son principe d'égalité du communisme des origines.
Johann Jakob Bachofen ne fut pas le seul à avoir fait l'hypothèse de l'existence d'un tel système. Ce fut également l'opinion de Sir James George Frazer dans Le Rameau d'or, publié en 1890, et de Robert Briffault dans son ouvrage Les Mères publié en 1927.
Dans son livre La Déesse blanche / Les mythes celtes, le poète et romancier Robert Graves défend la thèse d’une mythologie archaïque commune aux religions britanniques, grecques et hébraïques, « mythologie matriarcale centrée sur la Déesse blanche ». Les recherches de Robert Graves ont inspiré le psychanalyste Jacques Lacan. Dans la préface de L'Éveil du printemps, il se demande si « le Père lui-même, notre père éternel à tous, n’est que Nom entre autres de la Déesse blanche ».
Le chercheur Julien d'Huy (docteur en histoire et affilié au Laboratoire d'anthropologie sociale du Collège de France, CNRS, EHESS) a montré une corrélation entre diffusion des mythes du matriarcat primitif et diffusion des gènes. Selon ce chercheur le proto-mythe du matriarcat existait avant la sortie d’Afrique de l’homme moderne. Il aurait muté tout au long des différentes migrations humaines.

## Matriarcat selon l'anthropologie moderne
L'existence ou l'inexistence de sociétés humaines proprement matriarcales a fait débat. De nombreux anthropologues, ethnologues et archéologues considèrent les conceptions du matriarcat selon les évolutionnistes de la fin du XIXe siècle et du début du XXe siècle comme des « constructions mythologiques savantes ». Pour l'un des théoriciens de l'évolutionnisme social, Lewis Henry Morgan, le matriarcat était confondu avec la filiation matrilinéaire et critiqua la perception que, de tout temps, l'organisation sociale ait été exclusive et monogame[réf. nécessaire].
Selon Meret Fehlmann, la majorité des thèses matriarcales ont été abandonnées à partir du milieu des années 1960 par les spécialistes anglophones dans le domaine de la préhistoire et de l'Antiquité ainsi qu'en ethnologie. Par ailleurs, le concept n'a plus joué de rôle dans l'archéologie ouest-allemande depuis 1945. Meret Fehlmann souligne que dans le féminisme spirituel et dans la recherche sur le matriarcat féministe, les travaux archéologiques ont été principalement reçus avec un certain intervalle de temps, qui « ne reflétait donc plus le dernier état de la recherche ». Le terme matriarcat a même été largement rejeté par les ethnologues féministes dès le milieu des années 1970.
Ainsi, « le matriarcat vit actuellement principalement dans des cercles ésotériques et / ou proches du féminisme spirituel. Pour eux, le matriarcat est considéré comme une société non violente et sans classes dirigée par des femmes, qui était répandue dans le monde à une époque antérieure. Dans le domaine religieux, le matriarcat correspond à un culte de la Grande Déesse, qui agit comme maîtresse sur le cycle éternel de la vie et de la mort. Cet ordre social aurait été remplacé dans les temps historiques par le patriarcat, qui est ainsi responsable de tous les griefs de l'histoire et du présent ».
En 2023, il n'est connu aucun exemple de société non-mythique actuelle ou passée dans laquelle les femmes exerceraient le pouvoir au détriment des hommes.
Le Glossaire de la parenté paru en 2000 dans la revue L'Homme écrit : « Matriarcat - Gynécocratie : situation, dont il n'existe pas d'exemples attestés, où l'autorité est exercée exclusivement ou principalement, par les femmes ». C'est ce qui ressort d'articles sporadiques parus dans certaines revues telles que Terrains (n° spécial Hommes/Femmes), où Claudine Vassas écrit ceci : « Il n’est pas question de penser un pouvoir féminisé mais seulement de concéder aux femmes le partage de celui mis en place par des hommes, pour des hommes. Et il est « masculin », aucune société n’ayant jamais donné aux femmes — aux mères, en dépit du mythe ou de l’utopie du matriarcat – les signes du pouvoir social. ». Une conférencière, Stella Georgoudi, a publié dans la revue L'Histoire (numéros 160, novembre 1992), un article intitulé « Le matriarcat n'a jamais existé », où une thèse semblable est soutenue.
L'anthropologue Françoise Héritier indique, dans une interview au Figaro : « Les seuls exemples que l'on a [des sociétés matriarcales] sont mythiques. Des sociétés où le pouvoir serait entre les mains des femmes avec des hommes dominés n'existent pas et n'ont jamais existé. […] Il n'y a pas de sociétés matriarcales, parce que le modèle archaïque dominant sur toute la planète est en place dès le départ. Dès que l'homme a conscience d'exister, que son cerveau commence à fonctionner, qu'il cherche à donner du sens, le modèle s'installe, en réponse nécessaire aux questions posées […]. La société des Amazones telle qu'elle est présentée ne relève que du mythe horrifié des Grecs. Les quelques exemples d'armées féminines ne sont pas anodins, dès lors que les filles y sont prépubères, ou que les femmes y sont ménopausées, toute la période génitale étant exclue… On trouve en revanche des sociétés de droit matrilinéaire. On a pu penser qu'elles étaient matriarcales parce que la filiation passe par les femmes, de même que les droits sur les terres, mais ce sont les hommes qui ont le pouvoir : ce n'est plus en tant que père d'un enfant ou de mari d'une femme, mais en tant que frère d'une femme qui a autorité sur sa sœur et les enfants de sa sœur. C'est toujours récupéré… Et même, parfois, par le biais du mythe : ainsi Maurice Godelier nous raconte comment, en Nouvelle-Guinée, le monde originel fonctionnait mal, car les femmes avaient, certes, un pouvoir créateur, mais vibrionnant et brouillon. Elles ne savaient pas s'en servir. Sans doute avaient-elles inventé l'arc et les flèches pour tuer le gibier, mais, au lieu de tirer droit devant elle, elles tiraient en arrière et tuaient les hommes qui les suivaient. Les hommes les dépossédèrent donc raisonnablement de leurs armes pour s'en servir correctement. Dans ces mythes, les femmes créent comme elles enfantent, sans tête, mais « heureusement », l'homme est là pour réguler la puissance féminine anarchique par la pensée réflexive ».
Il y a, selon elle, une confusion avec les sociétés matrilinéaires, qui n'impliquent pas un matriarcat. Elle ajoute, prenant l'exemple de la civilisation gauloise : « Il y a eu effectivement des femmes guerrières, des Amazones. Il est vrai, ainsi, que dans certaines sociétés amérindiennes des femmes accompagnaient les hommes à la chasse et à la guerre. Elles ne les dirigeaient pas. Elles accompagnaient les hommes. Comme du reste faisaient en Gaule les jeunes filles, les jeunes concubines. Une femme mariée avait des enfants et restait au foyer ; mais, parmi les jeunes filles pubères non encore mariées, certaines vivaient en concubinage avec des chefs, par exemple, et avaient le droit de participer aux chasses et aux opérations guerrières, tant qu'elles n'étaient pas entrées dans le statut normal de la femme mariée. Cela ne signifie pas pour autant que la civilisation gauloise se soit jamais approchée du matriarcat. De même que n'étaient pas matriarcales les sociétés mycéniennes parce qu'elles révéraient des déesses-mères. Le dieu principal était bien cependant une déesse, la Terre. Des cultes étaient rendus à la fécondité, à la fertilité, par le truchement de cette déesse mère ; Zeus n'a été introduit que par la suite. Mais les croyances religieuses n'impliquent pas que le corps de l'organisation sociale soit en totale harmonie avec l'une ou l'autre de leurs implications ».

## Théories marginales
Une définition du matriarcat est posée par Heide Göttner-Abendroth : est matriarcale une société matrilinéaire, où le pouvoir économique est distribué par les femmes, mais où il n'existe pas d'inégalités de genre (et qui n'est donc pas l'inverse du patriarcat). Cette définition, posée dans Les sociétés matriarcales: Recherches sur les cultures autochtones à travers le monde est appuyée par des études de culture encore existantes,.
Dans cette acception du matriarcat comme société sans domination sexiste, l'ouvrage de Heide Göttner-Abendroth décrit l'existence de ces sociétés égalitaires et pacifiques : « les Mosuo du sud-ouest de la Chine, les Kuna de Colombie, les Ashanti d’Afrique de l’Ouest, et quelques autres, parmi les vingt dernières sociétés de ce type existant encore à ce jour » et notamment « les Minangkabaus du Sumatra occidental (la population matriarcale la plus importante à ce jour, avec trois millions de personnes) ». Dans cette population, il existe un adage : « Si un homme veut être respecté, il doit se comporter comme une bonne mère. ».
L'anthropologue américaine Peggy Reeves Sanday défend elle aussi l'idée qu'un tel matriarcat existe, dans son livre Women at the Center: Life in a Modern Matriarchy, même si dans sa définition elle accorde moins de place au pouvoir économique que Goettner-Abendroth, considérant que ce pouvoir est accessoire, le matriarcat étant essentiellement défini par la plus grande influence des femmes au sein des relations sociales.

## Sociétés de type matrilinéaire
Des sociétés ont certaines caractéristiques matriarcales, mais il n'y a pas de consensus pour démontrer l'existence d'un matriarcat accompli :
- les Trobriandais (étudiés par Bronislaw Malinowski)[27],[28] ;
- les Indiennes du Kerala[29],[30]

### Les Étrusques
- Selon Théopompe, « les femmes étrusques font des enfants en ne sachant pas qui est le père » (place des femmes dans la société étrusque).

### Les Khasi
Chez les Khasi, le caractère matriarcal de la société est principalement mis en avant par les hommes souhaitant une évolution de cette société, mais est qualifié de « matriarcat imaginaire » par Nicole-Claude Mathieu qui relève la mise à l'écart traditionnelle des femmes en matière de religion et de pouvoir politique.

### Les Naxi
« Dans la culture des Na, un dicton affirme que l’action de l'homme dans la reproduction est analogue à celle de la pluie sur l'herbe des prairies : elle fait pousser, rien de plus ». Selon le docteur Cai Hua, chargé de recherche à l'académie des sciences sociales du Yunnan, puis chercheur associé au CNRS à Paris, une société matriarcale aurait subsisté jusqu'à nos jours dans des vallées reculées du Yunnan, en Chine, chez les Na. Les Na seraient parvenus à résister à la bureaucratie céleste des dynasties impériales et au confucianisme ainsi qu'aux injonctions puritaines de la période maoïste. À partir des années 1990, le commerce et le tourisme de masse auraient en quelques années altéré les fondements de leur société et généralisé le modèle de la famille nucléaire et du couple monogamique.
Chez les Na, société sans pères, c'est la déesse Abaogdu qui a déposé les graines dans le ventre des femmes avant même leur naissance. « On se rend compte que notre concept de Nom-du-Père est ethnocentriste, ce qui rend sa légitimité contestable. Aboagdu est bien l’Autre de la mère à qui est attribuée la procréation ».

### Les Iroquois
L'article 44 de la constitution iroquoise dispose : « La descendance se fait par le lien maternel. Les femmes sont la source de la Nation, elles possèdent le pays et sa terre. Les hommes et les femmes sont d’un rang inférieur à celui des mères ».
Chez les Iroquois, une pratique montre la plus grande valeur accordée aux femmes : si quelqu'un tue accidentellement une personne, il devra payer un tribut à sa famille et le prix pour la vie d'une femme est le double que celui pour un homme, car les femmes apportent au clan les nouvelles générations ; leur vie a donc une grande valeur.

## Récits de femmes guerrières
L'idée de présenter des sociétés utopiques/dystopiques dirigées par des femmes, ou simplement une prise de pouvoir par les femmes, remonte à l'antiquité. Aristote décrit les Amazones. Aristophane a utilisé ce thème dans sa pièce L'Assemblée des femmes. Ce motif peut avoir une raison d'être complètement différente selon les auteurs : certains inversent la hiérarchie sexuelle pour sensibiliser les hommes à la condition féminine, d'autres le font pour ridiculiser certains hommes (et véhiculent donc une vision péjorative des femmes), d'autres entendent combattre ou railler le féminisme. Les récits les plus célèbres à propos des Amazones liées aux guerres avec la Grèce nous viennent de Diodore de Sicile, Strabon, Aristote et Hérodote[réf. nécessaire].
Certains développent la thèse que les récits à propos des Amazones pourraient provenir de combats contre les guerrières scythes .
De nombreux envahisseurs espagnols de l'Amérique du Sud (entre autres Colomb lui-même) rapportent que, lors des combats, il arrivait que des femmes combattent aux côtés des hommes, tous très bien entrainés, et le récit de Carvajal évoque des femmes commandant des hommes d'une main ferme. Des villages de femmes guerrières, où les hommes étaient absents, ont aussi été décrits non seulement par les récits des communautés d'Amazones, mais Eduardo Prado raconte la visite qu'il fit d'un village de femmes douées à la guerre et à la chasse, où les hommes n'étaient jamais que de passage.

### Littérature
Antiquité
- Aristophane, L'Assemblée des femmes, 392 av. J.-C.. Dans cette pièce, une femme nommée Praxagora convainc les athéniennes de prendre le pouvoir afin d'établir entre autres la communauté des biens et le droit pour chacune de choisir son compagnon.

XIXe siècle
- 1865 : Le monde décrit dans Les Aventures d'Alice au pays des merveilles (1865) de Lewis Carroll est un matriarcat, avec la Reine de cœur à sa tête[41].
- 1880 : Mary E. Bradley Lane, Mizora : A Prophecy.
- 1889 : (en) Elizabeth Burgoyne Corbett, New Amazonia: A Foretaste of the Future, 1889.

XXe siècle
- 1905 : Rokeya Sakhawat Hussain, Sultana's dream, 1905. Dans ce roman de science-fiction, l'écrivaine féministe musulmane bengalie Rokeya Hussain imagine un monde technologiquement avancé nommé Ladyland où les rôles sexuels traditionnels sont inversés.
- 1941 : Dans les comic-books consacrés au personnage de Wonder Woman (William Moulton Marston, 1941) et leurs adaptations en dessin animé ou au cinéma font de Wonder Woman une amazone venue de l'île de Themyscira (de Thémiscyre, la capitale des Amazones de la mythologie), où ne vivent que des femmes.
- 1974 : Robert Merle, Les Hommes protégés, 1974. Dans ce roman, une épidémie fait disparaître la plupart des hommes. Les rares survivants sont conservés à fins de reproduction, et tous les pouvoirs sont concentrés dans les mains des femmes.
- 1978 : Marion Zimmer Bradley a situé ses romans Les Ruines d'Isis (1978) et Les Brumes d'Avalon dans des sociétés matriarcales.
- 1992 : Élisabeth Vonarburg, Chroniques du Pays des Mères, roman.
- 1994 : La nouvelle La Question de Seggri (The Matter of Seggri), par Ursula K. Le Guin, dans son recueil L'Anniversaire du monde, présente une planète où les hommes, en nette minorité, sont traités par les femmes soit comme des objets sexuels soit comme des trésors précieux mais néanmoins traités avec condescendance.

XXIe siècle
- 2002 : Joëlle Wintrebert, Pollen.
- 2019 : Charlotte Perkins Gilman, Herland, 2019. Des aventuriers découvrent une société matriarcale coupée du monde, utilisant la parthénogenèse pour se reproduire.

### Cinéma
- 1976 : dans le film Calmos de Bertrand Blier, deux hommes décident de fuir les femmes et sont bientôt rejoints dans le maquis par d'autres, ce qui provoque une véritable guerre des sexes.
- 1984 : dans le film de science-fiction polonais Seksmisja de Juliusz Machulski, deux scientifique se réveillent après cinquante ans d'hibernation pour découvrir un monde entièrement peuplé de femmes, où les hommes ne sont plus utiles à la procréation. Les deux hommes ont chacun, pour des raisons différentes, des difficultés à s'adapter à ce monde, et un procès est organisé pour décider s'ils doivent être opérés afin de devenir « normaux », c'est-à-dire des femmes.
- 1984 : dans le film The perils of Gwendoline in the land of the Yik Yak de Just Jaeckin, l'action se déroule dans un royaume souterrain dirigé par les femmes.
- 1986 : dans le film de science-fiction post-apocalyptique America 3000 de David Engelbach, l'humanité est retournée à l'âge de pierre et où le pouvoir est détenu par des guerrières.
- 2010 : le court-métrage d'Éléonore Pourriat Majorité opprimée, diffusé en ligne, applique au sexe masculin la condition féminine contemporaine.
- 2014 : le film Jacky au royaume des filles de Riad Sattouf, se déroule dans une société matriarcale autoritaire et bigote, destinée à faire réfléchir le spectateur au sujet de la domination masculine.
- 2018 : le film Je ne suis pas un homme facile d’Eléonore Pourriat faisant suite au court-métrage cité précédemment.

### Séries télévisées
Les séries de science-fiction, dont les héros explorent des mondes divers, ont souvent un épisode consacré à une planète d'Amazones :
- Star Trek : Spock’s Brain (1968), Planet Earth (1974) ;
- Josie and the Pussy Cats in Outer Space : Warrior Women of Amazonia (1972) ;
- Cosmos 1999 : The Last Enemy (1976), Devil’s Planet (1977) ;
- Buck Rogers au XXVe siècle : Planet of the Amazon Women (1980) ;
- Les maîtres de l'univers : Trouble in Arcadia (1983) ;
- Otherworld : I am Woman, Hear Me Roar (1985) ;
- Lexx : Girltown (2000) ;
- Futurama : Amazon Women in the Mood (2001).

Autres
- Dans la série de science-fiction Star Maidens (1975), les femmes de la planète Medusa sont une caste supérieure à laquelle les hommes sont soumis. Deux hommes parviennent toutefois à s'échapper pour se rendre sur notre Terre, où ils apprécient une certaine égalité des sexes tandis que deux scientifiques terriens, enlevés par les femmes de Médusa pour servir de monnaie d'échange, en découvrent la société matriarcale.
- Dans l'épisode Angel One (saison 1, épisode 14) de la série Star Trek : The Next Generation (1988), la planète Angel One est dirigée par les femmes et les hommes y sont traités en citoyens de seconde classe.
- Dans l'épisode The weaker sex (le sexe faible, saison 1 épisode 7) de la série Sliders (1995), les héros se retrouvent dans un monde parallèle où les rôles sociaux masculins et féminins sont inversés. Le second épisode de la deuxième saison, Love Gods (1996) reprend l'idée du roman de Robert Merle Les Hommes protégés.
- Dans la série chinoise The Romance of Tiger and Rose (2020), où l'héroïne devient une princesse d'une ville où les femmes sont supérieures aux hommes.